# Kinh tế Slovenia
Kinh tế Slovenia hiện nay là nền kinh tế phát triển, đất nước có sự ổn định và thịnh vượng, GDP bình quân đầu người đạt 21.500 USD, cao hơn các nền kinh tế chuyển đổi khác ở Trung Âu.

## Lịch sử
Mặc dù Slovenia chỉ có chiếm khoảng 1/13 dân số tổng cộng của Nam Tư trước đây, nhưng nó là nơi sản xuất phần lớn hàng hóa cho Nam Tư, chiếm khoảng 1/5 GDP và 1/3 lượng hàng hóa xuất khẩu. Do vậy khi giành được độc lập vào năm 1991 nước này đã có một nền kinh tế thịnh vượng và mối quan hệ vững chắc với thị trường phương Tây.
Từ khi giành được độc lập, Slovenia luôn theo đuổi chính sách đa dạng hóa các quan hệ thương mại với các nước phương Tây, hội nhập vào châu Âu và chuyển đổi nhanh chóng về thể chế. Slovenia là một cựu thành viên sáng lập WTO, đã gia nhập CEFTA năm 1996, gia nhập Liên minh châu Âu vào 1 tháng 5 năm 2004. Slovenia cũng tham gia vào SECI (Southeast European Cooperation Initiative), và nhiều tổ chức khác như  CEI, Royaumont Process, và BSEC (Black Sea Economic Council).